# Northwest Harbor
Northwest Harbor es un lugar designado por el censo (o aldea) ubicado en el condado de Suffolk en el estado estadounidense de Nueva York. En el año 2000 tenía una población de 3,059 habitantes y una densidad poblacional de 81 personas por km².

## Geografía
Northwest Harbor se encuentra ubicada en las coordenadas 41°0′29″N 72°12′41″O / 41.00806, -72.21139. Según la Oficina del Censo, la ciudad tiene un área total de 41,7 km² (16,1 mi²), de la cual 37,6 km² (14,5 mi²) es tierra y 4,1 km² (1,6 mi²) (9.81%) es agua.

## Demografía
Según la Oficina del Censo en 2000 los ingresos medios por hogar en la localidad eran de $61,808, y los ingresos medios por familia eran $78,873. Los hombres tenían unos ingresos medios de $51,469 frente a los $41,161 para las mujeres. La renta per cápita de la localidad era de $35,112. Alrededor del 5.3% de la población estaban por debajo del umbral de pobreza.